# Wycinek kołowy

Wycinek kołowy

Wycinek kołowy, wycinek koła – część koła ograniczona okręgiem (łukiem) i ramionami kąta środkowego.
Pole wycinka jest wprost proporcjonalne do miary kąta wycinka:
{\displaystyle S={\frac {1}{2}}\alpha \cdot r^{2}}
gdzie r jest promieniem okręgu, a α miarą łukową kąta wycinka. Odpowiedni wzór dla miary stopniowej:
{\displaystyle S=\pi r^{2}\cdot {\frac {\alpha }{360^{\circ }}}}
Analogicznie, długość łuku jest wprost proporcjonalna do kąta:
{\displaystyle l=\alpha \cdot r}
lub
{\displaystyle l=2\pi r\cdot {\frac {\alpha }{360^{\circ }}}}